# Ermitage Saint-Louis de Fontainebleau
Ne doit pas être confondu avec Église Saint-Louis de Fontainebleau.
L’ermitage ou butte Saint-Louis est un édifice en ruines situé dans la forêt de Fontainebleau, en France.

## Situation et accès
L’édifice est situé non loin de la route départementale 606, au nord de la forêt de Fontainebleau, et au nord du territoire de la commune Fontainebleau. Plus largement, il se trouve dans le département de Seine-et-Marne, en région Île-de-France.

## Histoire
On attribue traditionnellement la fondation de la chapelle au roi Louis IX (dit Saint-Louis). En 1264, ce dernier se serait perdu lors d’une chasse en forêt et aurait été attaqué par des voleurs : il serait alors monté sur le point culminant pour faire sonner le cor dans l’espoir d’un secours. Il fait ainsi élever la chapelle sous le vocable de Saint-Louis-en-Beaulieu en souvenir de cet incident. Jusqu’en 1610, l’ermitage appartient au domaine royal avant que le roi Henri IV n’en fasse don à Paul Fouet de l’ordre des Trinitaires. À la suite de l’assassinat du dernier ermite en 1699, Louis XIV ordonne la destruction de l’édifice deux ans plus tard. Des fouilles archéologiques y ont lieu en 2017, puis avec des étudiants en 2023.